# Charter Oak (Iowa)
Pour les articles homonymes, voir Charter Oak (homonymie).
Charter Oak est une ville du comté de Crawford, en Iowa, aux États-Unis. Elle est incorporée le 6 février 1891. 

## Source de la traduction
- (en) Cet article est partiellement ou en totalité issu de l’article de Wikipédia en anglais intitulé « Charter Oak, Iowa » (voir la liste des auteurs).